# Elección al Senado de los Estados Unidos en Nebraska de 2020
La Elección al Senado de los Estados Unidos en Nebraska de 2020 se llevaron a cabo el 3 de noviembre de 2020 para elegir a un miembro del Senado de los Estados Unidos para representar al Estado de Nebraska, al mismo tiempo que las elecciones presidenciales de los Estados Unidos de 2020, así como otras elecciones al Senado de los Estados Unidos en otros estados. Elecciones a la Cámara de Representantes de Estados Unidos y diversas elecciones estatales y locales. El senador republicano titular Ben Sasse se postuló para la reelección para un segundo mandato en el cargo. Los oponentes demócratas fueron Chris Janicek, que ganó las primarias demócratas, y Preston Love Jr., que contó con el apoyo del partido demócrata estatal.

## Elección general

### Predicciones
| Fuente                | Clasificación | As of                  |
| --------------------- | ------------- | ---------------------- |
| Cook Political Report | Sólido        | 29 de octubre de 2020  |
| Inside Elections      | Sólido        | 28 de octubre de 2020  |
| Sabato's Crystal Ball | Sólido        | 2 de noviembre de 2020 |
| 270toWin              | Sólido        | 2 de noviembre de 2020 |
| Político              | Sólido        | 2 de noviembre de 2020 |

### Encuestas
| Fuente de la encuesta | Fecha(s) de realización  | Tamaño de muestra | Margen de error | Ben Sasse (R) | Chris Janicek (D) | Gene Siadek (L) | Otro Indecisos |
| --------------------- | ------------------------ | ----------------- | --------------- | ------------- | ----------------- | --------------- | -------------- |
| Cygnal                | 19-21 de octubre de 2020 | 625 (LV)          | ± 3.9%          | 47%           | 18%               | 6%              | 29%            |

#### Encuesta hipotética
| Fuente de la encuesta | Fecha(s) de realización  | Tamaño de muestra | Margen de error | Republicano genérico | Demócrata genérico | Otro Indecisos |
| --------------------- | ------------------------ | ----------------- | --------------- | -------------------- | ------------------ | -------------- |
| Cygnal                | 19-21 de octubre de 2020 | 625 (LV)          | ± 3.9%          | 53%                  | 38%                | 9%             |

### Resultados
| Elección al Senado de los Estados Unidos en Nebraska de 2020 | Elección al Senado de los Estados Unidos en Nebraska de 2020 | Elección al Senado de los Estados Unidos en Nebraska de 2020 | Elección al Senado de los Estados Unidos en Nebraska de 2020 | Elección al Senado de los Estados Unidos en Nebraska de 2020 | Elección al Senado de los Estados Unidos en Nebraska de 2020 |
| Partido                                                      | Partido                                                      | Candidato/a                                                  | Votos                                                        | %                                                            |                                                              |
| ------------------------------------------------------------ | ------------------------------------------------------------ | ------------------------------------------------------------ | ------------------------------------------------------------ | ------------------------------------------------------------ | ------------------------------------------------------------ |
|                                                              | Republicano                                                  | Ben Sasse (titular)                                          | 583,507                                                      | 62.74%                                                       |                                                              |
|                                                              | Demócrata                                                    | Chris Janicek                                                | 227,191                                                      | 24.43%                                                       |                                                              |
|                                                              | Libertario                                                   | Gene Siadek                                                  | 55,115                                                       | 5.93%                                                        |                                                              |
| Total                                                        | Total                                                        | Total                                                        | 930,012                                                      | 100.0%                                                       |                                                              |
| Margen de victoria                                           | Margen de victoria                                           | Margen de victoria                                           | 356,316                                                      | 38.31%                                                       |                                                              |
|                                                              | Control Republicano                                          |                                                              |                                                              |                                                              |                                                              |